# Poštni žig
Žig na poštni pošiljki je oznaka določenega dne in določene poštne enote (kraj sprejema redne poštne pošiljke). 
Takšnega žiga ne moremo tolmačiti kot pečat, saj je le grafični odtis datuma, kraja in včasih tudi simbola (logotipa) določene pošte. 
Praviloma se pošiljke ožigosa preko znamk in se s tem označi, da je njihova enkratna uporabnost potekla. Ožigosana znamka, ki predstavlja plačilo poštne storitve, je hkrati dokument o uradni oddaji pošiljke. Pri oddaji dokumentacije za razne razpise ali dohodnino se poštni žig šteje kot dokaz za veljavno (pravočasno) oddano pošiljko ali dokument tudi datum (in ura) na poštnem žigu.

## Poštni žigi na maksimum karti
Poštni žig na maksimum karti mora odtisniti izključno pooblaščena poštna uprava. Slikovna (grafična) oblika žiga in/ali besedila, kakor tudi kraj žiga (ime poštnega urada), morajo imeti povezavo z motivom na poštni znamki in motivom razglednice ali z namenom izdaje, največkrat gre za žig prvega dne izdaje znamke. Vsekakor so sprejemljivi tudi drugi filatelistični žigi pod pogojem, da se spoštuje skladnost kraja žiga. Žigi, ki jih odtisnejo filatelistične službe majhnih držav, na katerih je le ime države, so sprejemljivi. Žig mora biti odtisnjen v času veljavnosti pošte in čim bližje datumu izdaje znamke. Žig, iz katerega je razviden kraj in datum uporabe, mora biti čitljiv, cel in odtisnjen tako, da je delno na znamki in delno na razglednici, kar velja tako za ročne kot strojne žige.